# Ізраїльсько-палестинська криза (2021)
У травні 2021 року відбулося збройне загострення довготривалого ізраїльсько-палестинського конфлікту, найзапекліше з принаймні 2014 року. Внаслідок ракетних обстрілів і авіаударів загинуло щонайменше 213 палестинців, зокрема 61 дитина, з одного боку та 11 мешканців Ізраїлю, серед яких одна дитина — з іншого.
Унаслідок подальшого протистояння, що збіглося з мусульманським святом Ночі Аль-Кадр та ізраїльським святом Днем Єрусалиму, постраждали понад 300 людей, більшість — представники палестинського цивільного населення. Насильство, що виникло з обох боків, викликало осудження з боку міжнародної спільноти та призвело до затримки оголошення рішення Верховного суду на 30 днів за ініціативою юридичного радника уряду Ізраїлю Авіхая Мандельбліта.

## Передумови
Приводом для розпалу конфлікту стали сутички між палестинськими протестувальниками та ізраїльською поліцією через заплановане оголошення рішення Верховного суду Ізраїлю щодо правомірності виселення декількох палестинських сімей з району Еш-Шейх-Джаррах у Східному Єрусалимі. Переважною більшістю країн ця територія вважається односторонньо анексованою та окупованою Ізраїлем.
10 травня 2021 року Верховний суд Ізраїлю мав винести рішення щодо правомірності виселення шести палестинських сімей із району Еш-Шейх-Джаррах у Східному Єрусалимі. Претензії на право мешкання в цьому районі були спірним питанням протягом багатьох років. 1876 року два єврейських трасти придбали ділянку в Шейх-ель-Джаррі у арабських землевласників. Під час арабо-ізраїльської війни 1948 Йорданія захопила цю територію та за підтримки ООН побудувала 28 будинків для палестинських біженців, які втекли з новоствореної Держави Ізраїль. Під час Шестиденної війни 1967 року цю територію захопив Ізраїль, а право власності на будинки повернули єврейським трастам. Єврейські трасти продали будинки поселенській організації, яка відтоді неодноразово намагалася виселити палестинських жителів. Згідно з ізраїльським законодавством, ізраїльтяни мають право на повернення майна в Східному Єрусалимі, яке належало євреям до арабо-ізраїльської війни 1948 року, однак не існує подібного закону, який би дозволяв палестинцям вимагати повернення втраченого майна в Ізраїлі.
Ітамар Бен-Гвір, ультраправий ізраїльський політик, відвідав район Еш-Шейх-Джаррах напередодні сутичок, де заявив, що будинки належать євреям.. Французька інформаційна агенція Франс прес повідомляла, що в Шейх-ель-Джаррі помітили ізраїльських поселенців, які відкрито несли рушниці та револьвери, що призводило до сутичок. Попередні сутички почалися після закриття урядом Ізраїлю Дамаських воріт, популярного місця для збору мусульман під час Рамадану та внаслідок накладання ізраїльським урядом обмеження в 10 тис. осіб під час молитв у мечеті Аль-Акса.
Палестинські протестувальники також були розчаровані рішенням президента держави Палестина Махмуда Аббаса щодо відкладання проведення виборів у Палестині 2021 року, вважаючи це рішення спробою уникнення політичної поразки для його партії ФАТХ.

## Перебіг подій

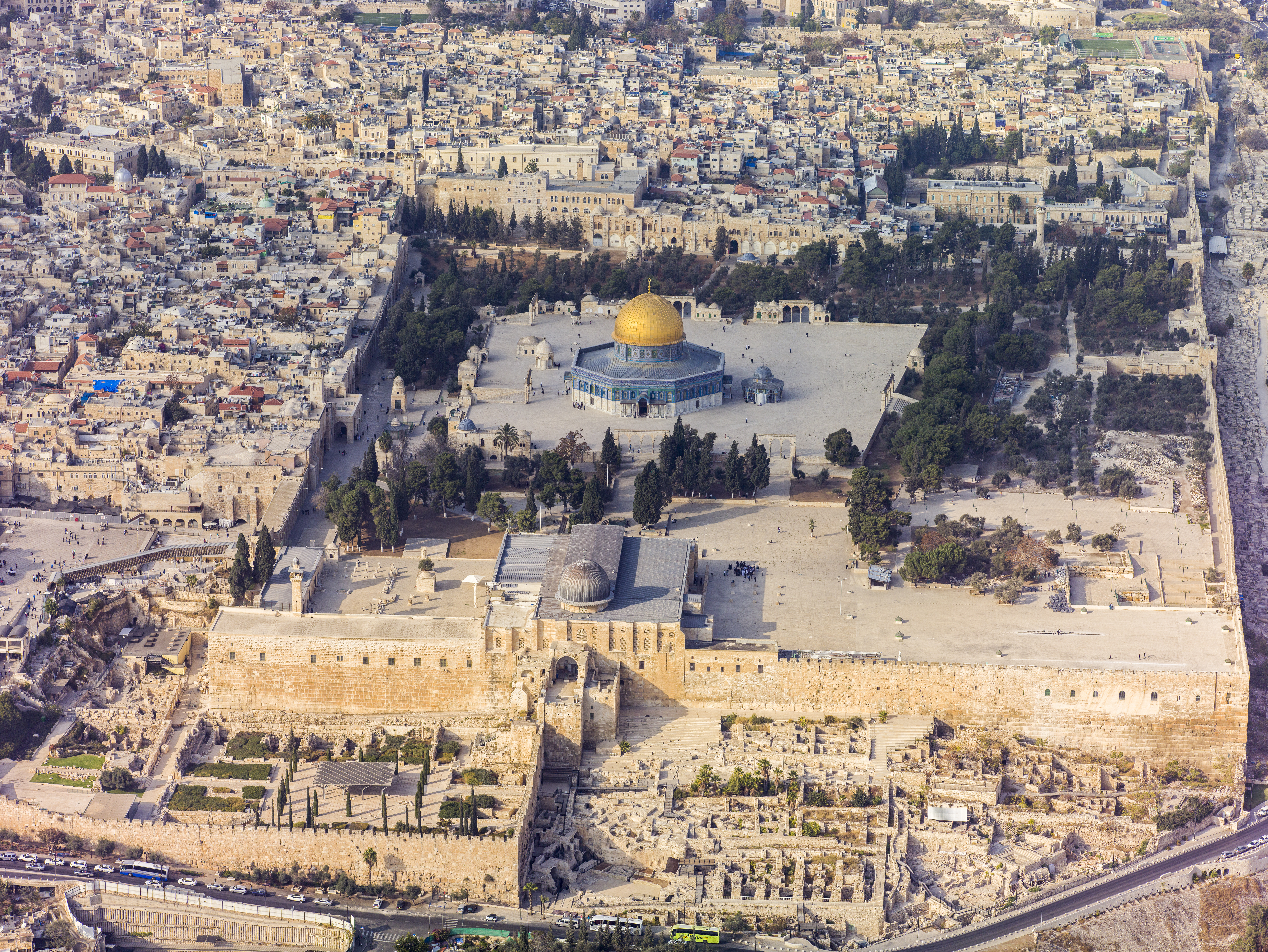
Мечеть Аль-Акса на Храмовій горі, де відбувалися сутички

Палестинці та ізраїльські поселенці зіткнулися 6 травня, їх вдалося розняти після втручання ізраїльської поліції, яка заарештувала щонайменше 7 людей. Подальші сутички відбулися в мечеті Аль-Акса. Товариство Червоного Півмісяця Палестини заявило, що ввечері по всій території Єрусалиму було поранено 136 людей; ізраїльський уряд заявив, що було також поранено шістьох поліцейських.
Ще більше зіткнень сталося 8 травня, у день священної ісламської ночі Аль-Кадр. Натовпи палестинців жбурляли каміння, розпалювали багаття та скандували «Удар по Тель-Авіву» й «Євреї, пам'ятайте про Хайбар, армія Мухаммеда повертається», тримаючи прапори Хамас. Екіпірована ізраїльська поліція застосувала електрошокери та водомети; щонайменше 80 людей дістали поранень.
Під час нічних безладів 7 травня було поранено понад 200 осіб, палестинці закидали правоохоронців камінням, поліцейські застосовували світлошумові гранати.
Вранці 9 травня ізраїльські сили штурмували мечеть Аль-Акса, третю головну святиню Ісламу, поранивши сотні людей. Палестинці кидали каміння, петарди та важкі предмети, а ізраїльська поліція застосовувала електрошокери та гумові кулі. Штурм стався напередодні традиційної ходи з прапорами у Старому місті з нагоди Дня Єрусалиму. Того дня постраждали щонайменше 215 палестинців, 153 з яких госпіталізували. Бойовики із Сектору Гази протягом ночі здійснювали ракетні обстріли Ізраїлю.
Марш прапорів, що традиційно проводиться у День Єрусалиму та у якому беруть участь переважно ізраїльтяни правих та сіоніських переконаннь, було спершу скасовано, а потім погоджено за іншим маршрутом, щоб обійти мусульманський квартал.. Задля уникнення зіткнень між мусульманами та юдеями, на Храмову гору було введно значні сили поліції.
10 травня Хамас випустив з Гази до території Ізраїлю понад 150 ракет, вразивши кілька житлових будинків та школу.. Збройні сили Ізраїлю повідомили, що в напрямку Єрусалиму та Бейт-Шемеша випустили сім ракет, одну з яких перехопили.
Ізраїль почав повітряні удари по палестинських територіях. Убили 20 палестинців, дев'ять з яких — діти, хоча залишається нез'ясованим, скільки загинуло людей унаслідок безпосередньо авіаударів.. Також вбили одного з командирів Хамасу на ім'я Мохаммед Абдулла Фаяд. Ізраїльська армія повідомила, що внаслідок ударів загинуло щонайменше 15 членів Хамасу, які здійснювали ракетні обстріли Ізраїлю.

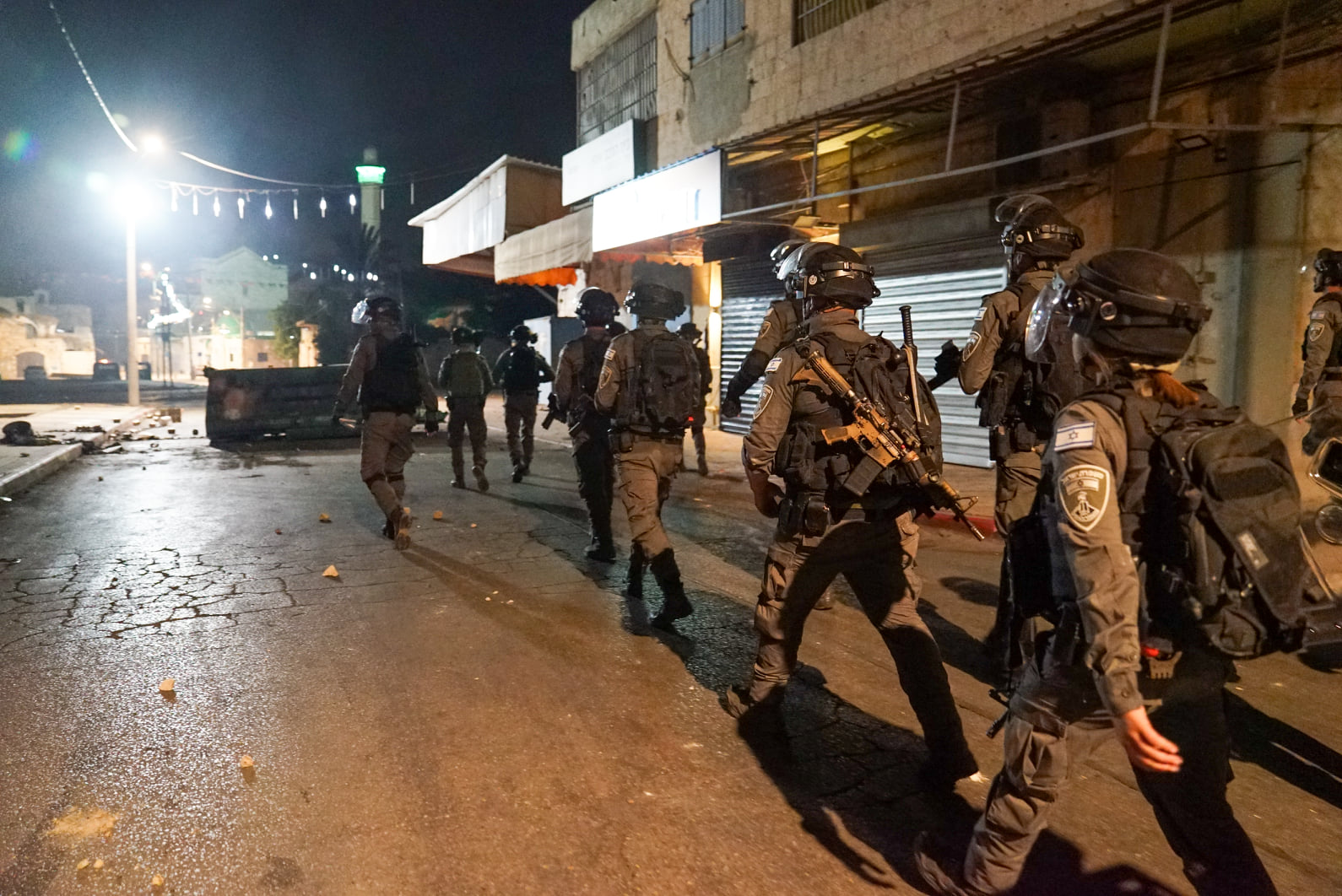
Ізраїльські поліцейські в Лоді

10 травня два палестинських військових угрупування, Хамас та Ісламський джихад у Палестині, розпочали обстріли Ізраїлю з території Сектору Гази 10 травня Ізраїль закрив вантажний прикордонний перехід Керем-Шалом до Сектору Гази, для будь-яких вінтажів, утому числі й гуманітарних.
11 травня ізраїльська армія оголосила про проведення антитерористичної операції «Страж Стін» (івр. שומר החומות, Шомер га-Хомот) та почав бомбардування інфраструктури ХАМАСу у Секторі Газа, вразивши зокрема чимало багатоквартирних будинків та журналістську редакцію, де за данними ізраїльської розвідки розміщувалися штаби ХАМАСу.. До цього дня через обстріли було пошкоджено житлові будинки, постраждало 401 ізраїльтянин, у прикордонних районах було закрито школи, заборонено масові зібрання, у деяких містах відкрито бомбосховища. Того ж дня оголошено мобілізацію 5 тис. ізраїльських резервістів, у Газі почалося посилення піхотних і бронетанкових дивізій, тривала передислокація авіаційних підрозділів і розвідки.

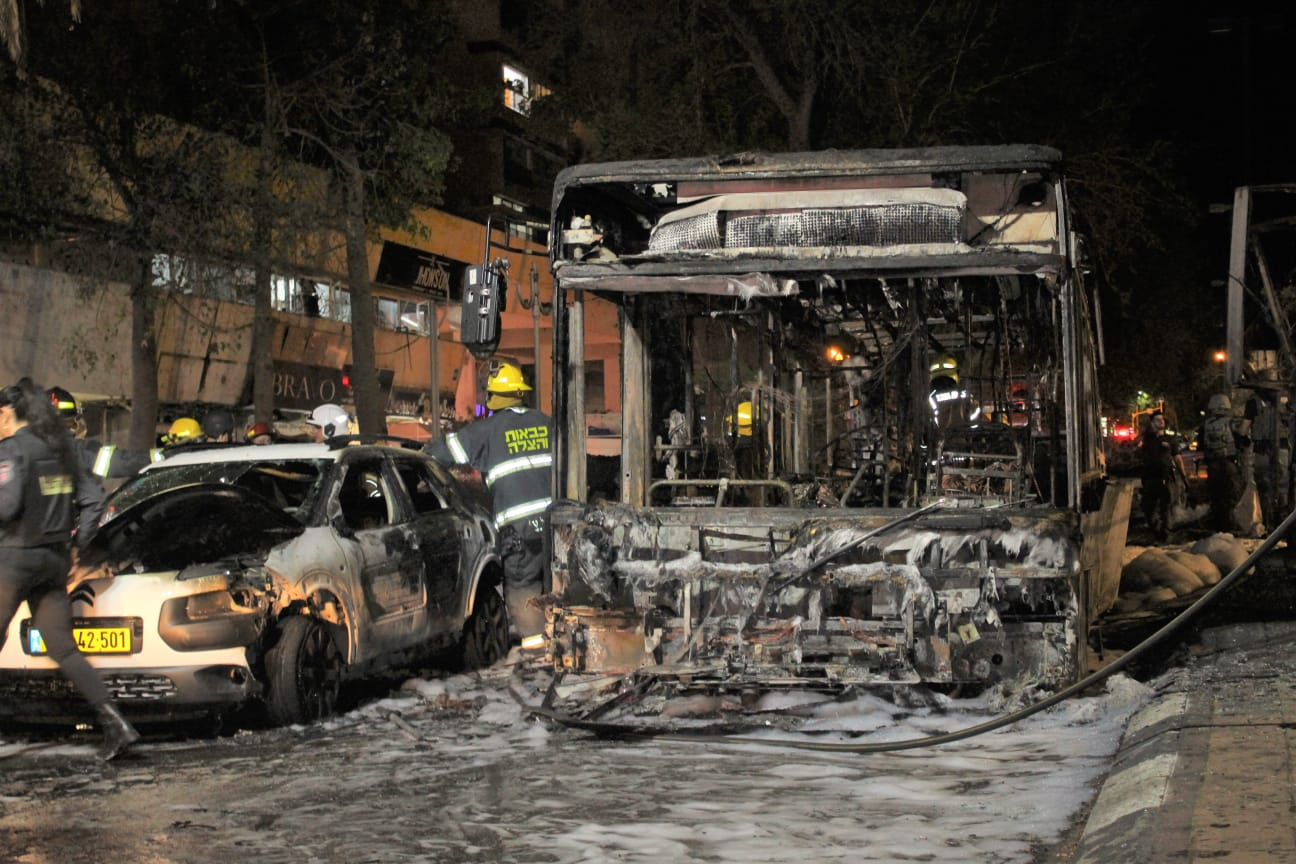
Уламки автобуса та автомобіля в Холоні після ракетного обстрілу

13 травня ХАМАС спробував атакувати летовище поблизу Ейлата, ракета впала поза містом, не нанісши шкоди. Хамас випустив 250 ракет «Айяш» дальністю до 220 км. Цього ж дня міста Ізраїлю охопили масові протести. Ізраїльська авіація знищила оперативні квартири чотирьох командирів ХАМАС у Секторі Гази. Також оголошено про додаткову мобілізацію 7 тис. резервістів.
15 травня під час зіткнень з ізраїльськими військами на Західному березі загинуло 26 палестинців. Протягом ночі по Ізраїлю з Сектору Гази було випущено 200 ракет.
20 травня військово-політичний кабінет Ізраїлю ухвалив постанову про припинення антитерористичної операції «Захисник стін» та припинення вогню. Обстріли ізраїльських населених пунктів з боку бойовиків ХАМАСу продовжувались до другої години ночі 21 травня

## Реакція

### Ізраїльська та палестинська
9 травня 2021 року Верховний суд Ізраїлю відклав на 30 днів рішення про виселення після подання юридичного радника уряду Авіхая Мандельбліта. Також поліція Ізраїлю заборонила євреям відвідувати мечеть Аль-Акса до Дня Єрусалиму. 10 травня Ізраїль закрив прикордонний перехід Керем Шалом до Сектору Гази, зокрема для надання гуманітарної допомоги.
Ізраїльський прем'єр-міністр Беньямін Нетаньягу став на захист ізраїльської поліції, заявивши, що Ізраїль «не дозволить жодному радикальному елементу підірвати спокій». Ізраїльські урядовці закликали адміністрацію Байдена не втручатися в ситуацію, що склалася.

10 травня 2021 року президент Палестинської адміністрації Махмуд Аббас виступив із заявою, що «жорстокий штурм і напад на вірян у благословенній мечеті Аль-Акса та її двориках є новим викликом для міжнародного співтовариства».

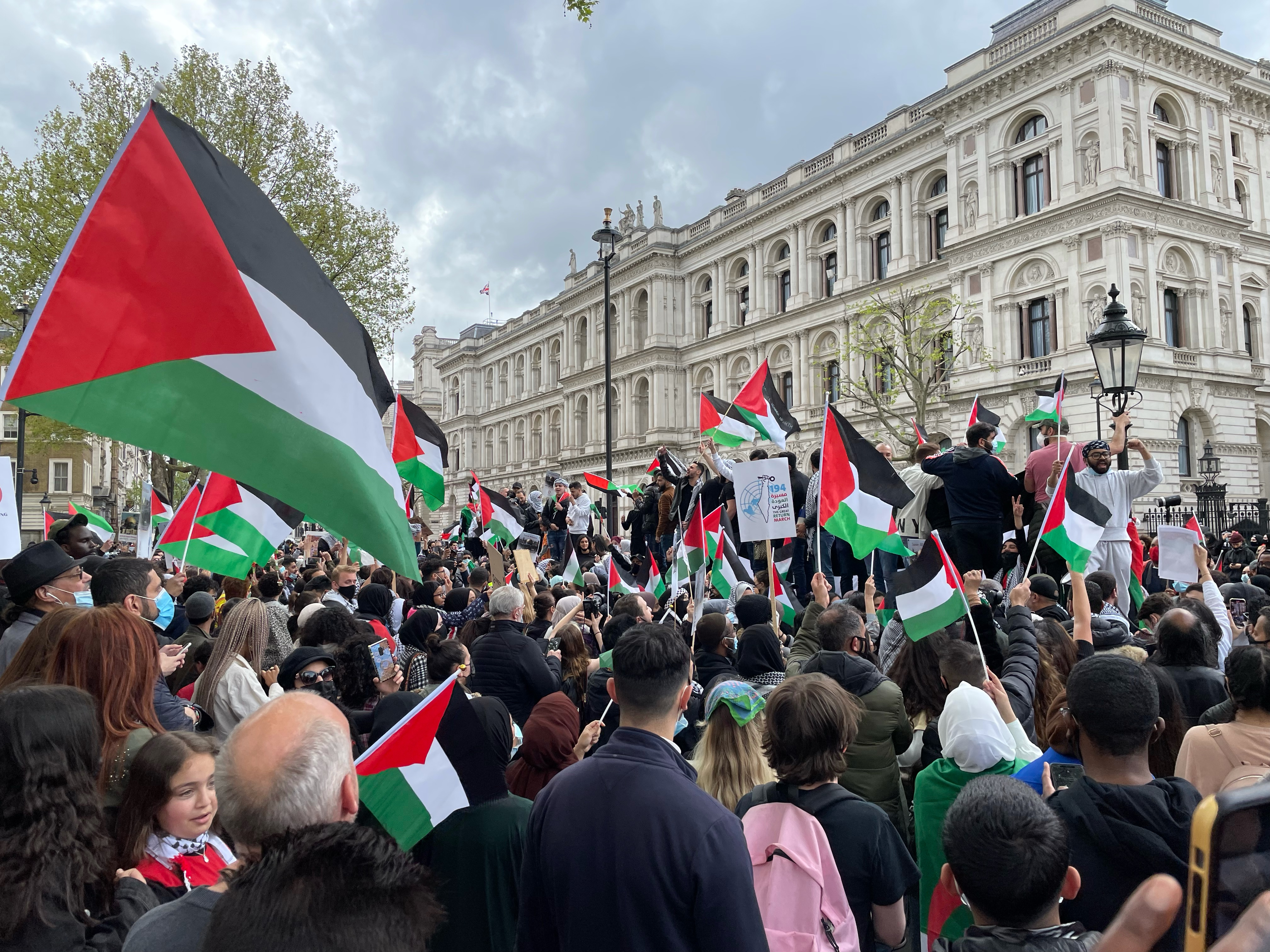
Пропалестинська демонстрація в Лондоні, 9 травня 2021

Прессекретар Руху ісламського джихаду в Палестині заявив, що Ізраїль почав агресію на Єрусалим. «Якщо ця агресія не закінчиться, немає сенсу досягати режиму припинення вогню дипломатичними методами». Хамас поставив ультиматум уряду Ізраїлю, заявивши, що якщо сили з мечеті не виведуть до 02:00 11 травня, буде здійснено ще один ракетний удар.
Прессекретар Руху ісламського джихаду в Палестині заявив, що Ізраїль «розпочав агресію на Єрусалим. Якщо ця агресія не закінчиться, немає сенсу досягати режиму припинення вогню дипломатичними методами». Хамас поставив ультиматум уряду Ізраїлю, сказавши, що якщо сили з мечеті не виведуть до 02:00 11 травня, буде здійснено ще один ракетний удар.

### Міжнародна
- Європейський Союз — ЄС закликав сторони зменшити напругу та уникнути насильства[83]
- ООН — закликав Ізраїль скасувати заплановані події та утриматись від насильства щодо протестувальників[84]. Рада безпеки провела зустріч 10 травня.[77][85][86]

- США — Держсекретар Ентоні Блінкен заявив, що США «глибоко стурбовані ракетними обстрілами», закликав ХАМАС негайно припинити ракетні обстріли і знизити напруженість. В свою чергу, офіційний представник Держдепартаменту США Нед Прайс також закликав обидві сторони «до стриманості і спокою».[87][88]
- Єгипет — МЗС країни закликало Ізраїль «зупинити насильство».[89]
- Іран — уряд назвав дії Ізраїлю військовим злочином і закликав ООН втрутитися в ситуацію.[83]
- Йорданія — уряд назвав дії Ізраїлю «дикунськими».[76] 10 травня в Аммані біля посольства Ізраїлю відбулись кількатисячні протести.[90]
- Саудівська Аравія— МЗС опублікувало реакцію уряду з закликом Ізраїлю відмовитись від запланованих дій.[91]
- Туреччина — Президент Реджеп Ердоган виступив з промовою, в якій описав Ізраїль як «жорстоку терористичну державу» і сказав, що ООН повинна втрутитися, щоб «зупинити переслідування». Тисячі протестувальників зібралися біля консульства Ізраїлю в Стамбулі 10 травня.[92]
- ОАЕ — міністр закордонних справ Халіфа аль-Марар засудив сутички і закликав уряд Ізраїлю "забезпечити необхідний захист палестинських цивільних осіб на сповідання своєї релігії та запобігти діям, що порушують святість Аль-Акси.
- Україна— МЗС України у Твіттері засудило ракетні обстріли території Ізраїлю і закликало усі сторони утриматися від ескалації насильства.[93]
- Росія — президент Путін заявив, що конфлікт відбувається біля кордонів Росії[94]

## Наслідки
За повідомленнями міністерства оборони Ізраїлю за 11 днів у наслідок обстрілів бойовиками ХАМАСу загинули 11 мешканців Ізраїлю. Прямі збитки внаслідок обстрілів оцінюються в 250 мільйонів шекелів.
За повідомленнями міністерства охорони здоров'я Палестинської автономії у Газі за час конфлікту загинуло щонайменше 243 людини, серед них більше 100 жінок та дітей.

### Пропаганда
Численні спостерігачі відзначають що як ХАМАСу та Палестинської автономія з одного боку, так і представники Ізраїлю використовували неправдиву інформацію про кількість жертв.
У твітері та ЗМІ було розповсюджено новину про загибель від ізраїльських обстрілів 10-літньої дівчинки. Згодом з'ясувалось що цей фейк, фото зроблено 2018 року, а ця дівчинка живе у Росії. Зображення було взято з Інстаграму її матері.